# Joseph Kesselring
Joseph Otto Kesselring (21. července 1902 – 5. listopadu 1967) byl americký spisovatel a dramatik, který se nejvíce proslavil svou hrou Arsenic and Old Lace (Jezinky a bezinky) napsanou v roce 1939 pod původním názvem Bodies in Our Cellar (Těla v našem sklepě).
Narodil se v New Yorku Henrymu and Frances Kesselringovým. Prarodiče s otcovy strany němečtí imigranti. Matka byla Kanaďanka. Mladý Joseph strávil většinu svého dětství okolo divadla. V roce 1922 začal vyučovat vokální hudbu a také začal režírovat. Celkově napsal 12 her, z nichž tyto čtyři byly uvedeny na Broadwayi: Wisdom in Women (1935), Arsenic and Old Lace (1941), Four Twelves are 48 (1951) a Mother of that Wisdom (1963).
Od roku 1980 uděluje National Arts Club cenu pojmenovanou po Kesselringovi, a to Joseph Kesselring Prize for up-and-coming playwrights. Udělování tohoto ocenění bylo založeno Kesselringovou vdovou Charlotte.